# Depsages granulosa
Depsages granulosa là một loài bọ cánh cứng trong họ Cerambycidae.